# Смит, Дэвид (легкоатлет, 1974)
Дэвид Уильям Смит (англ. David William Smith; род. 2 ноября 1974, Гримсби) — британский легкоатлет, специалист по метанию молота. Выступал за сборные Англии и Великобритании по лёгкой атлетике во второй половине 1990-х годов, победитель и призёр первенств национального значения, участник летних Олимпийских игр в Атланте.

## Биография
Дэвид Смит родился 2 ноября 1974 года в городе Гримсби графства Линкольншир, Англия.
Наивысшего успеха в своей спортивной карьере добился в сезоне 1996 года, когда на соревнованиях в Бедфорде установил свой личный рекорд в метании молота — 75,10 метра. Позже с результатом 72,58 одержал победу на чемпионате Англии, который в этом году де факто являлся национальным чемпионатом Великобритании. Благодаря череде удачных выступлений удостоился права защищать честь страны на летних Олимпийских играх в Атланте — на предварительном квалификационном этапе с третьей попытки метнул молот на 69,32 метра и в финал не вышел.
После атлантской Олимпиады Смит остался действующим спортсменом и продолжил принимать участие в крупнейших международных стартах. Так, в 1997 году он стал серебряным призёром чемпионата Великобритании в Бирмингеме (70,92), уступив только Полу Хеду, отметился выступлением на чемпионате мира в Афинах (70,94).
В 1998 году представлял Англию на Играх Содружества в Куала-Лумпуре, с результатом 69,77 занял итоговое пятое место.
В 2001 году ещё находился в числе сильнейших британских метателей молота, показывая результат 73,30.
Однако в 2003 году в связи со смертью отца и неудачной женитьбой впал в депрессию и завершил спортивную карьеру. В последующие годы испытывал проблемы с наркотиками и алкоголем.
В 2015 году был приговорён к двум годам лишения свободы за секс с несовершеннолетней.